# 上西恵
上西 恵（じょうにし けい、1995年〈平成7年〉3月18日 - ）は、日本の女優。女性アイドルグループNMB48の元メンバーである。レッツゴー万博2025公式アンバサダー。
滋賀県出身。株式会社GROW所属。

## 略歴
2010年
9月20日、『NMB48オープニングメンバーオーディション』に合格（応募総数7,256名、最終合格者26名）。
10月9日、『Visit Zooキャンペーン応援プロジェクト AKB48 東京秋祭り supported by NTTぷらら』においてNMB48第1期研究生26名の1人として披露され、活動を開始する。
2011年
1月1日、大阪市・難波のNMB48劇場において、『NMB48 1期生「誰かのために」』公演を開始、選抜メンバー16名のうちの1人として劇場公演デビューを果たした。
3月10日、NMB48第1期研究生25名の中から16人のうちの1人としてチームNのメンバーに選出された。
2012年
10月4日、読売テレビ『赤川次郎原作 毒<ポイズン>』で、テレビドラマ初出演。なお、NMB48メンバーの女優デビューは上西が第1号である。
2013年
5月から6月にかけて実施された『AKB48 32ndシングル 選抜総選挙』では40位で、ネクストガールズに選出された。
2014年
5月から6月にかけて実施された『AKB48 37thシングル 選抜総選挙』では58位で、フューチャーガールズに選出された。
2015年
5月から6月にかけて実施された『AKB48 41stシングル 選抜総選挙』では36位となり、ネクストガールズ入りを果たす。
2016年
10月18日、神戸ワールド記念ホールで行われた『NMB48 6th Anniversary Live』でNMB48からの卒業を発表。
2017年
4月10日、NMB48としての卒業コンサート『NMB48 上西恵 卒業コンサート 〜やっぱり恵ちゃんがナンバ―ワン〜』をオリックス劇場で開催し、4月18日にNMB48劇場において卒業公演を行い、NMB48としての活動を終了した。
2019年
5月に上演される「演劇集団Z-Lion」の舞台『a Novel 文書く show』に出演。約2年ぶりに芸能活動を再開（この事例は同期の渡辺美優紀で他の例が見られる）。同月24日から株式会社GCREWに所属。
2020年
2月21日、イーネット・フロンティアからイメージビデオ『Memories』をリリース。同作は2020年グラビアアイドルDVD年間売り上げランキングで11位にランクインした。
2022年
12月31日をもって株式会社GCREWを退所（2023年1月10日発表）。今後はフリー活動へ。
2024年
11月20日、自身のSNSにて、株式会社GROW所属することを発表。。

## 人物
愛称は、けいっち。NMB48の山本彩は「上西」と呼び、同期生の吉田朱里と太田里織菜は「めぐちゃん」と呼んでいた。キャッチフレーズは、「みなさんは何系が好きですか? あっさり系? こってり系? N700系? それとも上西恵?（上西恵!）」。
3歳下の弟と7歳下の妹がいる。妹は2016年6月にNMB48に5期研究生として加入した上西怜で、日本国内のAKB48グループで姉妹が同じグループに同時在籍したのはSDN48の大木亜希子と奈津子以来である。元新生東京パフォーマンスドールの上西星来は従妹にあたる。
好きなアーティストは、YUI、阿部真央、エレファントカシマシ（特に好きな曲は同バンドの「笑顔の未来」「風に吹かれて」）。
好きな漫画は「NANA」。
好きな小説は浦賀和宏、薬丸岳の作品。
NMB48時代はメンバーの川上礼奈と同居していた。
好きな食べ物は、母親の作ったロールキャベツ、たこ、味噌汁、カレーが好き（ハンバーグ、寿司、しゃぶしゃぶも好き）。
趣味はNMB48の動画や公演配信を見ること。
虫や爬虫類が好きで、昔、カナヘビを2匹かっていたこともある。
特技は打楽器。小学4年生から6年間続けており、コンクールで滋賀県代表になったこともあり、ドラムやピアノ、ギターも少しできる。ピアノの弾き語りを動画で載せたり、番組でドラムを演奏したこともある。NMB48の楽曲「パンキッシュ」のミュージック・ビデオでもドラムを叩いている。
NMB48時代の将来の夢は女優。NMB48卒業後、レッスンに通い経験を積み苦悩しながらも2年間の休止期間を経て女優として復帰。

### NMB48
『どっキング48』のレギュラー3名（陣内智則、ケンドーコバヤシ、たむらけんじ）によると、NMB48の中で「一番純粋」なアイドルとのこと。
”うれぴーなっつ”や”かなぴーなっつ”など、ぴーなっつを語尾につける。また、ブログ内で公表して以降、多くのメンバーもブログ内で使用している。
Google+における、AKB48グループの部活動では演劇部に所属している。

## NMB48在籍時の参加曲

### シングル選抜曲
- 絶滅黒髪少女
  - 青春のラップタイム
  - 待ってました、新学期 - 「紅組」名義
  - 三日月の背中
- オーマイガー!
  - 僕は待ってる
  - 捕食者たちよ - 「紅組」名義
  - 嘘の天秤 - 「NMBセブン」名義
- 純情U-19
  - 右へ曲がれ! - 「紅組」名義
  - 恋愛のスピード - 「NMBセブン」名義
- ナギイチ
  - 最後のカタルシス  - 「白組」名義
- ヴァージニティー
  - 妄想ガールフレンド
  - 僕らのレガッタ - 「白組」名義
- 北川謙二
  - インゴール
- 僕らのユリイカ
  - 届かなそうで届くもの
- カモネギックス
- 高嶺の林檎
- らしくない
  - 休戦協定 - 「Team N」名義
- Don't look back!
  - 卒業旅行
  - 恋愛ペテン師 - 「Team N」名義
- ドリアン少年
  - 命のへそ - 「Team N」名義
- 「Must be now」に収録
  - 片想いよりも思い出を…
  - 夢に色がない理由 - 「Team N」名義
- 甘噛み姫
  - 儚い物語 - 「Team N」名義
- 僕はいない
  - 空から愛が降って来る - 「Team N」名義
- 僕以外の誰か
  - 途中下車
  - 孤独ギター - 「Team N」名義

AKB48名義
- 「ギンガムチェック」に収録
  - あの日の風鈴 - 「ウェイティングガールズ」名義
- 「永遠プレッシャー」に収録
  - HA! - 「NMB48」名義
- 「恋するフォーチュンクッキー」に収録
  - 今度こそエクスタシー - 「ネクストガールズ」名義
- 「鈴懸の木の道で「君の微笑みを夢に見る」と言ってしまったら僕たちの関係はどう変わってしまうのか、僕なりに何日か考えた上でのやや気恥ずかしい結論のようなもの」に収録
  - 君と出会って僕は変わった - 「NMB48」名義
- 「前しか向かねえ」に収録
  - 君の嘘を知っていた - 「Beauty Giraffes」名義
- 「心のプラカード」に収録
  - 性格が悪い女の子 - 「フューチャーガールズ」名義
- 「希望的リフレイン」に収録
  - 歌いたい - 「かとれあ組」名義
- 「Green Flash」に収録
  - パンキッシュ - 「NMB48」名義
- 「ハロウィン・ナイト」に収録
  - 水の中の伝導率 - 「ネクストガールズ」名義
- 「君はメロディー」に収録
  - しがみついた青春 - 「NMB48」名義
- 「シュートサイン」に収録
  - 真夜中の強がり - 「NMB48」名義

### アルバム選抜曲
NMB48名義
- 『てっぺんとったんで!』に収録
  - てっぺんとったんで!
  - 12月31日
  - Lily - 「team N」名義
- 『世界の中心は大阪や 〜なんば自治区〜』に収録
  - イビサガール
  - “生徒手帳の写真は気に入っていない”の法則
  - 電車を降りる - 「Team N」名義

AKB48名義
- 『ここにいたこと』に収録
  - ここにいたこと - 「AKB48+SKE48+SDN48+NMB48」名義
- 『1830m』に収録
  - 青空よ 寂しくないか? - 「AKB48+SKE48+NMB48+HKT48」名義

### その他の参加楽曲
- シングル「右足エビデンス」（「藤田奈那」名義）
  - 君は今までどこにいた? - 「AKB48」名義

### 劇場公演ユニット曲
チームN 1st Stage「誰かのために」公演
- ライダー

チームN 2nd Stage「青春ガールズ」公演
- 雨の動物園
- ふしだらな夏

チームN 3rd Stage「ここにだって天使はいる」
- ジッパー
- 初めての星
- 100年先でも
- 夢のdead body（山本彩のアンダー）
- 何度も狙え!（小谷里歩のアンダー）
- この世界が雪の中に埋もれる前に（2nd UNIT）

チームN 4th Stage「目撃者」公演
- 抱きしめられたら

## 作品

### 映像作品
- 生涯上西宣言（2017年4月18日、laugh out loud! records、Blu-ray: JAN 4571487568629 / DVD: JAN 4571487563204）
- Memories （2020年2月21日　Blu-ray/DVD）
- 愛MY〜タカラモノと話せるようになった女の子の話〜 - 主演・ユウコ 役

## 出演

### バラエティ
- AKBINGO!（2011年2月2日 - 2016年12月21日 不定期出演、日本テレビ）
- どっキング48（2011年4月19日 - 2013年3月26日、関西テレビ）
- なにわなでしこ（2011年7月12日 - 12月28日、日本テレビ）
- NMB48 げいにん!（2012年7月17日・8月7日・14日、日本テレビ）
  - NMB48 げいにん!!2（2013年4月3日・4月24日・5月1日、日本テレビ）
  - NMB48 げいにん!!!3（2014年7月5日 - 9月20日、日本テレビ）
- あるあるYYテレビ（2012年9月19日、TVQ九州放送）
- NMBとまなぶくん（2013年4月11日 - 2017年4月20日、関西テレビ）
- NMB48のナイショで限界突破!（2014年8月27日 - 2015年4月20日、BSスカパー!）
- ※AKB調べ（2015年1月29日 - 3月26日・不定期出演、日本テレビ）

### テレビドラマ
- 赤川次郎原作 毒<ポイズン>（2012年10月4日 - 12月27日、読売テレビ） - 菅原美佐 役
- マジすか学園4（2015年1月20日 - 3月31日、日本テレビ） - デメキン 役
- マジすか学園5（2015年8月25日、日本テレビ）[注 2] - デメキン 役[36]
- 歴史秘話ヒストリア 第250回「愛と悲しみの大奥物語」（2016年5月6日、NHK） - 主演・みよ（絵島） 役

### 映画
- NMB48 げいにん!THE MOVIE お笑い青春ガールズ!（2013年8月1日、よしもとクリエイティブ・エージェンシー）
- NMB48 げいにん!THE MOVIE リターンズ 卒業!お笑い青春ガールズ!!新たなる旅立ち（2014年7月25日、よしもとクリエイティブ・エージェンシー）
- 愛MY〜タカラモノと話せるようになった女の子の話〜（2017年1月28日、KATSU-do[注 3]） - 主演・ユウコ 役[38][39][40]

### ラジオ
- よしもと祇園花月Presents GIONラジオ「NMB48の放課後ニュース」（2011年10月3日 - 2017年4月12日、KBS京都） - 週替わりMC
- NMB48学園〜こちらモンスターエンジン組〜（2013年10月5日 - 2017年4月1日、ABCラジオ）[41][42]
- seigi のときめきrainboww（2023年8月5日 - 26日、ラジオ大阪） - マンスリーゲスト

### ネット配信
- マジすか学園5（2015年8月25日 - 10月27日、Hulu）[注 2] - デメキン 役[36]
- AKBラブナイト 恋工場 第26話「二人だけの同窓会」（2016年7月21日、ビデオパス・テレ朝動画） - 主演・仁美 役[43]
- ネット怪談×百物語 シーズン4（2020年11月14日 - 12月25日、株式会社style office YouTube） - その 役

### 舞台
- リーディングシアター『恋工場』（2016年9月23日、ベルサール渋谷ガーデン Cホール）[44]
- 演劇集団Z-Lion公演「a Novel 文書く show」（2019年5月29日 - 6月2日、東京：俳優座劇場 / 6月4日・5日、愛知：東別院ホール / 6月7日 - 9日、大阪：ABCホール） - 小春 役[12][45][46]
- STRAYDOG Seedling公演「バンク・バン・レッスン」（2019年10月16日 - 20日、ワーサルシアター八幡山劇場） - 柳田 役（Aチーム）
- 100点un・チョイス！（2019年11月27日 - 12月8日、シアターサンモール） - 小手川美加 役
- Cutie Honey Emotional（2020年2月6日 - 9日、サンシャイン劇場） - 主演・キューティーハニー 役[47][48]
  - キューティーハニー The Live 秋の文化祭!!!（2020年9月30日 - 10月4日、シアター1010）
  - キューティーハニー CLIMAX（2021年6月17日 - 20日、シアター1010）[49][50]
- 剣が君-残桜の舞-（2020年7月8日 - 12日、シアター1010） - 服部半蔵 役
- 舞台 真・三國無双 - 月英 役
  - ～赤壁の戦いIF～（2020年8月20日 - 24日、日本青年館ホール）[51]
  - ～荊州争奪戦 IF～（2021年9月3日 - 8日、EX THEATER ROPPONGI）[52]
- 宮崎理奈プロデュースMIX！こんなベタなことが私におこるなんて（2020年11月18日 - 23日、CBGKシブゲキ!!） - カエデ 役
- WELL ～井戸の底から見た景色～（2021年4月6日 - 11日、新宿村LIVE） - ヒロイン・じゅりえ（根本流海） 役[53][54]
- タクラマカン（2021年10月8日 - 10日、ドーンセンター） - 主演・ツキノ 役[55][56]
- 舞台版 『マーダー☆ミステリー 〜探偵・斑目瑞男の事件簿〜』（2021年12月5日、浅草花劇場）-  鷲尾泉〈降霊術師〉 役[57]
- 舞台「BASARA」（2022年1月13日 - 23日、シアターサンモール） - 千手姫 役（田中美麗とWキャスト）[58]
- 舞台版『誰ガ為のアルケミスト』-Last Blue 漆黒から、君ニ-（2022年2月20日 - 27日、新宿FACE） - カグラ 役[59][60]
- 少女文學演劇（2）『王妃の帰還』（2022年3月20日 - 27日、銀座博品館劇場）- 滝沢美姫（王妃） 役[61][62]
- 宮崎理奈プロデュース Vol.3 舞台『オフィスの国のアリス』（2022年4月27日 - 5月1日、CBGKシブゲキ!!） - 華村侑李（シマウマ） 役
- リーディングシアターVol.3『RAMPO in the DARK』朗読「陰獣」（2022年6月23日、神田明神ホール） - 小山田静子 役
- 秦組 vol.15『And so this is Xmas』（2022年11月23日 - 27日、シアター・アルファ東京 / 12月22日 - 25日、ABCホール） - 印南綾乃 役[63]
- 建Vol.1『ザーッと降って、からりと晴れて』（2023年3月29日 - 4月2日、すみだパークシアター倉）
- 劇団皇帝ケチャップ 第15回本公演『虚しさだけがいつも傍にある』（2023年4月19日 - 23日、浅草九劇） - 主演・仲村伊織 役[64][65]
- DCD3『江戸DEナイト！～愛踊戦国時代』（2023年7月29日、DisGOONieS）- ゲスト出演[66]
- 舞台「アキバ冥途戦争 ～浪速喰い倒れ狂騒曲～」（2023年9月6日 - 10日、銀座博品館劇場） - 富美代 役[67]
- 劇団TEAM-ODAC 第38回本公演『続・猫と犬と約束の燈～宝物の手～』（2023年9月27日 - 10月1日、新国立劇場 小劇場）[68]
- 菅野臣太朗演劇倶楽部 第3回公演『闇に消された野兎は、海を飛び越え地で謳う』（2023年11月29日 - 12月3日、シアターグリーン BOX in BOX THEATER）[69]
- 舞台『私たちが鎌倉に来たのは、ただしらす丼を食べるため』（2024年1月24日 - 28日、ザ・ポケット） - さとり 役[70]
  - 舞台「僕らが鎌倉に来たのは、ただしらす丼を食べるため」（2024年1月27日、ザ・ポケット） - まぽりん 役（音声出演）[71]
- 舞台『ワインガールズ』[注 4]（2024年4月25日 - 5月2日、シアター1010） - 倉林舞 役[72]
- WITH YOU 第13回公演『桃太郎 〜芥川龍之介ver.〜』（2024年6月12日 - 16日、六行会ホール）[73]
- Les Misérables（2025年2月27日 - 3月6日、IMAホール） - ティナルディエ夫人 役[74][75]

### YouTube
- 松本稽古の振リー素材- 閉鎖されたお台場で踊る大黒摩季の「チョット」寂しい光景ひたすら歩いて踊ってみた上西恵/松本稽古の振り付けてみた（2021年5月20日）
  - 松本稽古の振リー素材- 【メイキング】振り入れってこんな感じ！「チョット」上西恵、大黒摩季さんの名曲プロに振り付けてもらった！（2021年5月25日）
  - 松本稽古の振リー素材- 【メイキング】撮影の裏側ってこんな感じ！「チョット」大黒摩季/振り付けてみた/お台場練り歩き踊ってみた/上西恵/松本稽古（2021年5月27日）

## 書籍

### 写真集
1. 生涯上西宣言（2015年9月26日、ワニブックス、撮影：山口勝己・小池伸一郎）ISBN 978-4-8470-4787-9[76]
2. 21K（2017年2月23日、ワニブックス、撮影：TAKEO DEC.）ISBN 978-4847048944[77]
3. KEI（2019年12月20日、ワニブックス、撮影：中山雅文）ISBN 978-4847082597[78]
4. “そのまんま。”（2022年12月27日、ワニブックス、撮影：中山雅文）ISBN 978-4847084218[79]

### トレカ
- 「上西恵」ファースト・トレーディングカード（2020年4月25日）